# Alice Neel

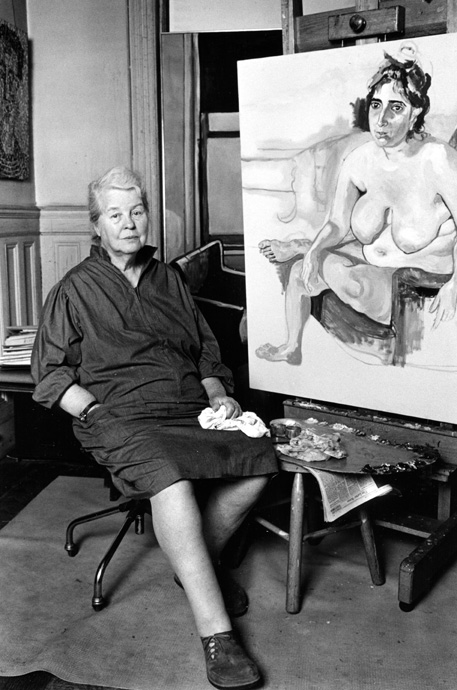
Alice Neel in ihrem Atelier (1976)

Alice Neel (* 28. Januar 1900 in Merion Square, Pennsylvania; † 13. Oktober 1984 in New York) war eine US-amerikanische Malerin, die dem amerikanischen Realismus zugeordnet wird.

## Leben und Werk
Nach ihrem Schulabschluss 1918 lernte Alice Neel Stenographie und Schreibmaschine und absolvierte das Examen für den öffentlichen Dienst. Während ihrer zweijährigen Tätigkeit als Sekretärin für die Armee besuchte sie Abendkurse an der School of Industrial Art in Philadelphia. 1921 meldete sie sich an der Philadelphia School of Design for Women an (heute: Moore College of Art and Design). Im ersten Jahr bestritt sie das Schulgeld aus ihren Ersparnissen, für die restlichen drei Jahre erhielt sie ein staatlich finanziertes Stipendium. 1926 schloss sie ihr Studium ab.
Mit ihrem Ehemann, dem kubanischen Maler Carlos Enríquez, zog sie kurz nach Kuba, dann nach New York. Die erste gemeinsame Tochter starb als Kind, die zweite wuchs bei Carlos Enríquez’ Familie in Kuba auf. Nach der Trennung des Paars erlitt Alice Neel einen Nervenzusammenbruch und kam 1930 in eine Klinik. Ab 1932 lebte sie wieder in New York City. Ihr Hauptwerk entstand 1938–1962 im Umfeld ihres Wohnortes im Stadtteil Spanish Harlem. Neel trat 1935 der Kommunistischen Partei der USA bei, der sie bis zu ihrem Tod angehörte.
Alice Neel widmete ihr Hauptwerk der Porträtmalerei und bezeichnete ihre Werke als „pictures of people“ (Menschenbilder). Als selbsternannte Seelensammlerin war Neel zeitlebens bestrebt, das Innere ihrer Modelle nach außen zu kehren. Ihr großes Interesse am Menschen verlieh ihr das Talent zum Analysieren ihrer Modelle. Sie verband diese begierige Wahrnehmung mit einem scharfen Verstand, und so entstanden Porträts, die offen und einsichtsvoll sind, wenn auch nicht immer schmeichelhaft für ihr Sujet. Ihre Modelle waren meist Menschen aus ihrem Bekanntenkreis und aus der Kulturszene von Manhattan.
Erst spät erhielt die Malerin Anerkennung. In der Zeit des Abstrakten Expressionismus, dann der Minimal Art, und in einer immer noch männer-dominierten Kunstszene wurde ihr psychologischer Realismus abgelehnt. Erst mit dem Feminismus der 1970er Jahre wurde ihre Qualität und Aktualität gewürdigt. 1974 erhielt sie eine Einzelausstellung im Whitney Museum in New York City.
Neels Werke sind in allen wichtigen amerikanischen Museen wie auch in der Tate Modern in London vertreten. Im Jahr 2007 feierte der Film Alice Neel Premiere, bei dem ihr jüngster Enkelsohn Andrew Neel Regie führte.

## Auszeichnungen
- 1969: Arts and Letters Award von der American Academy and Institute of Arts and Letters, New York
- 1971: Honorary Doctorate of Fine Arts vom Moore College of Art (früher: Philadelphia School of Design for Women), Philadelphia
- 1976: Wahl zum Mitglied der American Academy of Arts and Letters[4]
- 1979: National Women’s Caucus for Art Award for Outstanding
- 1983: Wahl zum Mitglied (NA) der National Academy of Design, New York[5]

## Einzelausstellungen (Auswahl)
- 2022/23: Alice Neel. Un regard engagé, Centre Pompidou, Paris
- 2017/18: Alice Neel. Painter of Modern Life, Deichtorhallen, Hamburg[6][7]
- 2016: Alice Neel: Painter Of Modern Life, Ateneum, Helsinki[8]
- 2015: Alice Neel. Thomas Ammann Fine Art, Zürich[9]
- 2010/2011: Alice Neel. Painted Truths: Museum of Fine Arts, Houston, Texas; Whitechapel Art Gallery, London[10]; Moderna Museet Malmö, Malmö
- 2008: Collector of Souls, Moderna Museet, Stockholm
- 2008: Exhibition of Drawings, Philadelphia, Moore College of Art and Design
- 2007: Alice Neel: Pictures of People, Aurel Scheibler, Berlin
- 2005: Alice Neel’s Women, National Museum of Women in the Arts, Washington, D.C.
- 2004: Alice Neel: A Chronicle of New York, Victoria Miro, London
- 2000: Alice Neel: A Retrospective, Whitney Museum of American Art, New York, Wanderausstellung Addison Gallery of American Art, Andover; Philadelphia Museum of Art, Philadelphia; Walker Art Center, Minneapolis; Denver Art Museum, Denver
- 1996–1998: Kinships: Alice Neel Looks at the Family, Tacoma Art Museum, Wanderausstellung: Mills College Art Gallery, Oakland; Sheehan Gallery, Whitman College, Walla Walla; University Art Museum, University of California, Santa Barbara; Boise, ID, Art Museum, Boise Museum of Art, Northampton; Art (Kunstmesse) in Palm Beach
- 1992: National Gallery of Art, Washington, DC, Installation von 8 Arbeiten
- 1985: Alice Neel Perspectives series, Portland Art Museum, Portland
- 1974: Alice Neel (Retrospective), Whitney Museum of American Art, New York

## Gruppenausstellungen (Auswahl)
- 2007: WACK! Art and the Feminist Revolution, The Geffen Contemporary at MOCA, Los Angeles
- 1992: The Tenth Anniversary Exhibition: Adam and Eve, Museum of Modern Art, Saitama, Japan
- 1984: American Art Since 1970, Whitney Museum of American Art
- 1983: Art and Culture of the American Labor Movement, Staatliche Kunsthalle Berlin
- 1976: Everson Museum, Syracuse University, Syracuse
- 1971: Whitney Museum of American Art, New York
- 1968: Museum of Modern Art (MOMA), New York (Wanderausstellung)
- 1933: Boyer Gallery, Philadelphia